# Pseudolasius minutissimus
Pseudolasius minutissimus é uma espécie de formiga do gênero Pseudolasius, pertencente à subfamília Formicinae.